# Rugby à XV au Canada
Le rugby à XV est un sport mineur au Canada. Les Canadiens vouent une véritable passion au hockey sur glace, discipline dans laquelle ils excellent au niveau mondial depuis de nombreuses années. Internationalement, le Canada brille particulièrement dans les disciplines des sports d'hiver, patinage courte et longue piste, patinage artistique, ski acrobatique (bosses et sauts), curling. Culturellement, ce sont les sports provenant des États-Unis qui sont les plus répandus.
Cependant le Canada n'est pas recouvert par la neige toute l'année et la côte ouest, notamment la Colombie-Britannique, permet au rugby de se développer. Il y a été introduit au début des années 1860 par des Britanniques. Le premier match joué date de 1864.
Le Canada compte environ 13 000 séniors licenciés et encore plus de jeunes surtout originaires de la Colombie-Britannique. 
L'équipe du Canada a participé à chaque Coupe du monde de rugby, elle est connue sous le nom de Canucks. Elle est considérée comme une équipe de premier ordre, une des vingt-cinq meilleures nations mondiales au classement actuel établi par l'IRB. Elle a même atteint les quarts de finale de l'édition de 1991. 
Au Québec, c'est surtout le rugby à XV féminin qui est populaire.

## Histoire

### XIXesiècleet début duXXesiècle

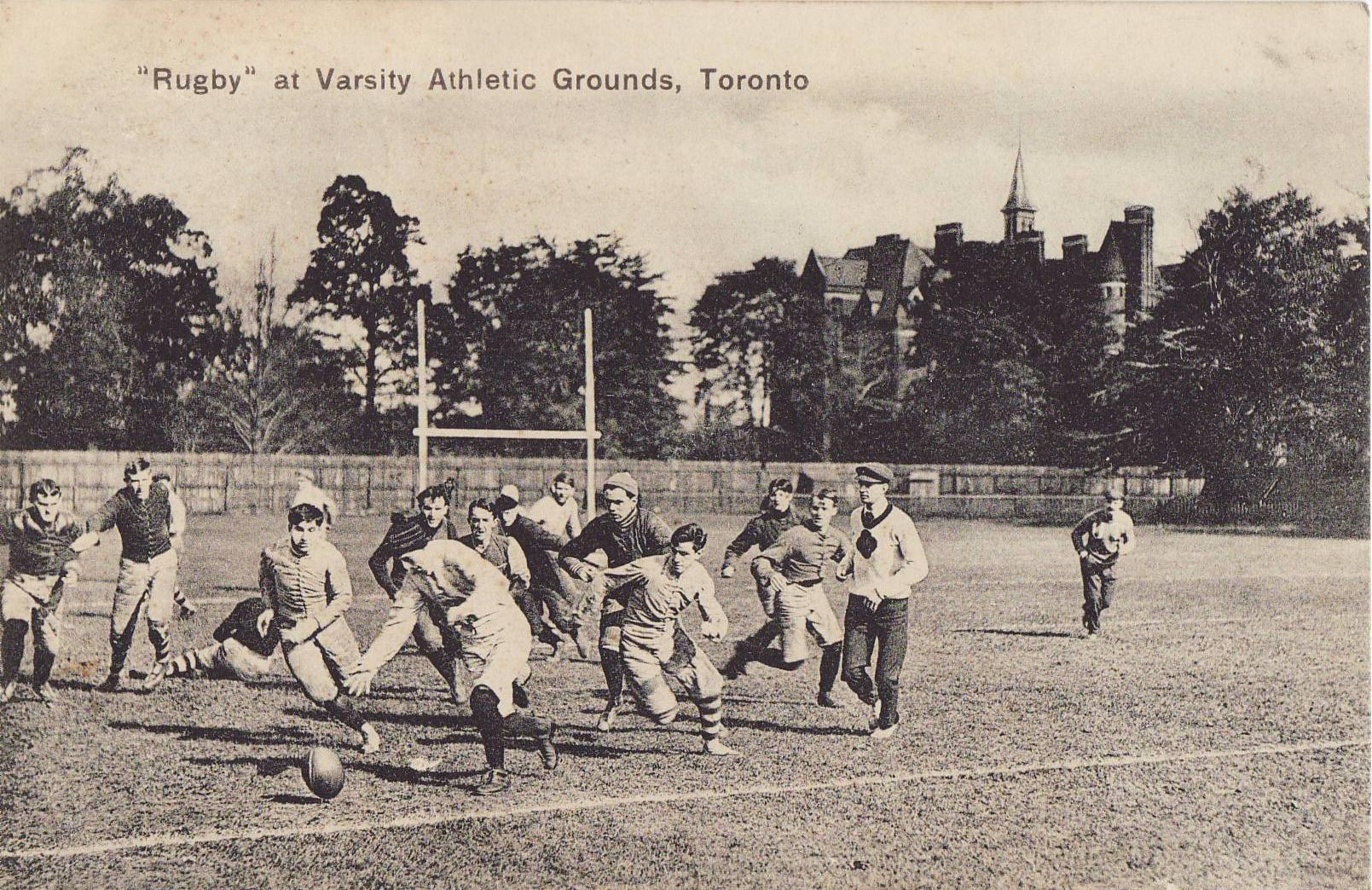
Match de rugby à Toronto en 1909.

Le rugby a une longue histoire au Canada puisque ce sport a fait ses premières apparitions au pays dans les années 1860. L'introduction du rugby au Canada et sa croissance initiale est généralement attribuée aux immigrants et aux membres des régiments militaires, ainsi qu'à la Royal Navy à Halifax, en Nouvelle-Écosse, et à Esquimalt, en Colombie-Britannique. Même si le rugby a connu un essor sur les deux côtes canadiennes, la plupart des premières rencontres de ce sport se sont déroulées en Ontario et au Québec. Le premier match recensé a eu lieu en 1864 à Montréal entre des artilleurs. La même année, l'Université de Trinity College de Toronto a publié le premier livre des règlements de rugby au Canada. En 1868, le Montréal Football Club était formé. C'est six ans plus tard, en 1875, que le premier match international nord-américain est disputé à Cambridge, Massachusetts, entre les équipes des universités McGill et Harvard. Plus tard au cours de cette année, le Québec et l'Ontario disputent un premier match inter-provincial au Canada. Le premier match en Colombie-Britannique est joué en 1876 entre des membres de la Royal Navy et les forces terrestres de l'Île de Vancouver. Il faudra attendre une autre décennie avant que des matchs soient disputés sur le continent et, en 1889, l'Union de rugby de la Colombie-Britannique est formée. Sur la côte Est, le rugby a débuté avec la formation du Halifax Football Club en 1870. Plusieurs clubs ont été formés durant les années 1880 et c'est en 1890 que l'Union de rugby des Maritimes prend vie. Dans les Prairies, le rugby était limité à la région de Winnipeg jusque dans les années 1880 quand la police montée du Nord-Ouest et les clubs de Moosomin ont défié le Collège St-John's et Winnipeg.
En 1892, l'Union de rugby football du Manitoba a été formée. L'Alberta et la Saskatchewan ont suivi grâce à la police montée du Nord-Ouest dans les années 1890. À travers le pays, il y eut une brève réapparition du rugby, rapidement enrayée par la guerre.

### Guerres mondiales

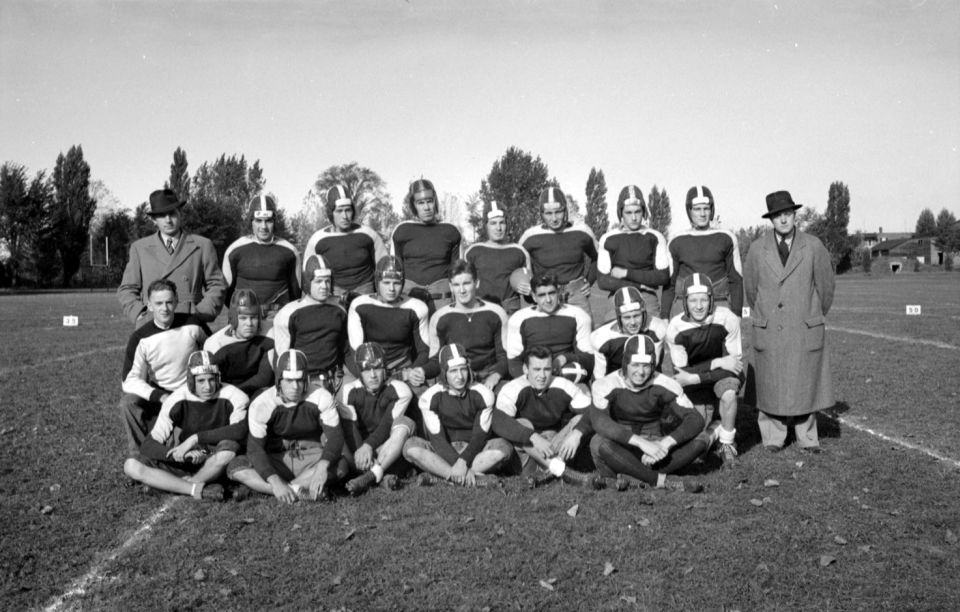
Joueurs de l'équipe de rugby du collège Loyola, dont E. Asselin, 9 octobre 1937.

Entre 1914 et 1919, seules la Colombie-Britannique et la Nouvelle-Écosse avaient assez d'équipes pour disputer des matchs, quoique de manière irrégulière. Partout ailleurs, le rugby a été sacrifié à l'effort de guerre. Il existe toutefois des preuves d'une lutte active pour garder le rugby vivant durant cette période afin de maintenir le moral des troupes et des civils. Après la Première Guerre Mondiale, le rugby a progressé à travers le pays puisque les militaires ont retrouvé leurs anciens clubs.
En 1919, une équipe militaire canadienne a joué à l'étranger contre des représentants de l'Angleterre, de la Nouvelle-Zélande, de l'Afrique du Sud et de l'Australie. C'est en 1929 que l'Union canadienne de rugby est apparue, suivie par une tournée de représentants canadiens au Japon en 1932.
Pendant la Seconde Guerre mondiale, le rugby a suivi le cours du conflit précédent puisqu'un nombre limité de matchs a été disputé, étant donné que la majorité des joueurs était engagée dans l'effort de guerre. Les matchs impliquaient surtout des membres des forces du Commonwealth.

### Après la seconde guerre mondiale
En 1949, il n'y avait plus que trois unions provinciales actives : celles de la Colombie-Britannique, de l'Ontario et du Québec. En raison de ses humbles débuts, le rugby a dû lutter contre des obstacles majeurs de développement. Le Canada est baigné par un climat rigoureux, une étendue géographique immense et une population relativement limitée. Depuis 1945, les unions provinciales de rugby ont connu une croissance marquée et l'Union canadienne de rugby, qui était en place depuis 10 ans, a été reformée en 1965. La structure administrative actuelle de l'Union canadienne de rugby, connu sous le nom de Rugby Canada a été créée en 1974. C'est depuis lors que Rugby Canada fait partie des acteurs internationaux avec des participations aux 7 tournois de la Coupe du monde de l'IRB (1987 - Australie/Nouvelle-Zélande, 1991 - Royaume-Uni, 1995 - Afrique du Sud, 1999 - Pays de Galles, 2003 - Australie, 2007 - France et 2011 - Nouvelle-Zélande). Comme membre régulier du circuit de rugby à sept de l'IRB, le Canada continue de gravir l'échelle du classement mondial et défie les puissances internationales dans les deux versions du sport. Offrir l'occasion aux Canadiens d'évoluer sur la scène internationale a toujours été une priorité de Rugby Canada. L'équipe canadienne junior est née en 1982. Leur premier match international contre l'équipe junior japonaise s'est soldé par une victoire sur le score de 18 à 6. Les écoles du Pays de Galles ont effectué une tournée du Canada en 1983, tout comme les English Colts en 1985. Les écoles du Pays de Galles ont planifié une tournée canadienne en 1986, culminant avec un match en septembre à Vancouver. Depuis, le Canada, avec l'équipe des moins de 19 ans, a rencontré le Pays de Galles à trois occasions, les English Colts (équipe des moins de 20 ans) en 1995 et les moins de 19 ans de l'Écosse en 1997. L'équipe canadienne des moins de 17 ans a effectué une tournée en Angleterre en 1996 et en Allemagne en 1997. En 1998, Rugby Canada a inscrit son équipe au championnat du monde junior de la FIRA/IRB pour la première fois, terminant au quatrième rang. Afin de soutenir la croissance du rugby au niveau de la base et pour assurer qu'il y ait des programmes élites pour les meilleurs jeunes joueurs, Rugby Canada a mis l'accent sur le développement de ses programmes juniors. Rugby Canada offre maintenant des programmes nationaux masculins et féminins pour les moins de 19 ans, les moins de 21 ans et les moins de 23 ans. Cela permet aux joueurs canadiens de jouer au niveau international dans plusieurs catégories d'âge, permettant ainsi à Rugby Canada de devenir un des leaders mondiaux dans le développement du rugby junior. Rugby Canada a aussi été un leader mondial dans le développement et la promotion du rugby féminin. À la fin des années 1970, les femmes ont commencé à jouer au rugby au Canada. 

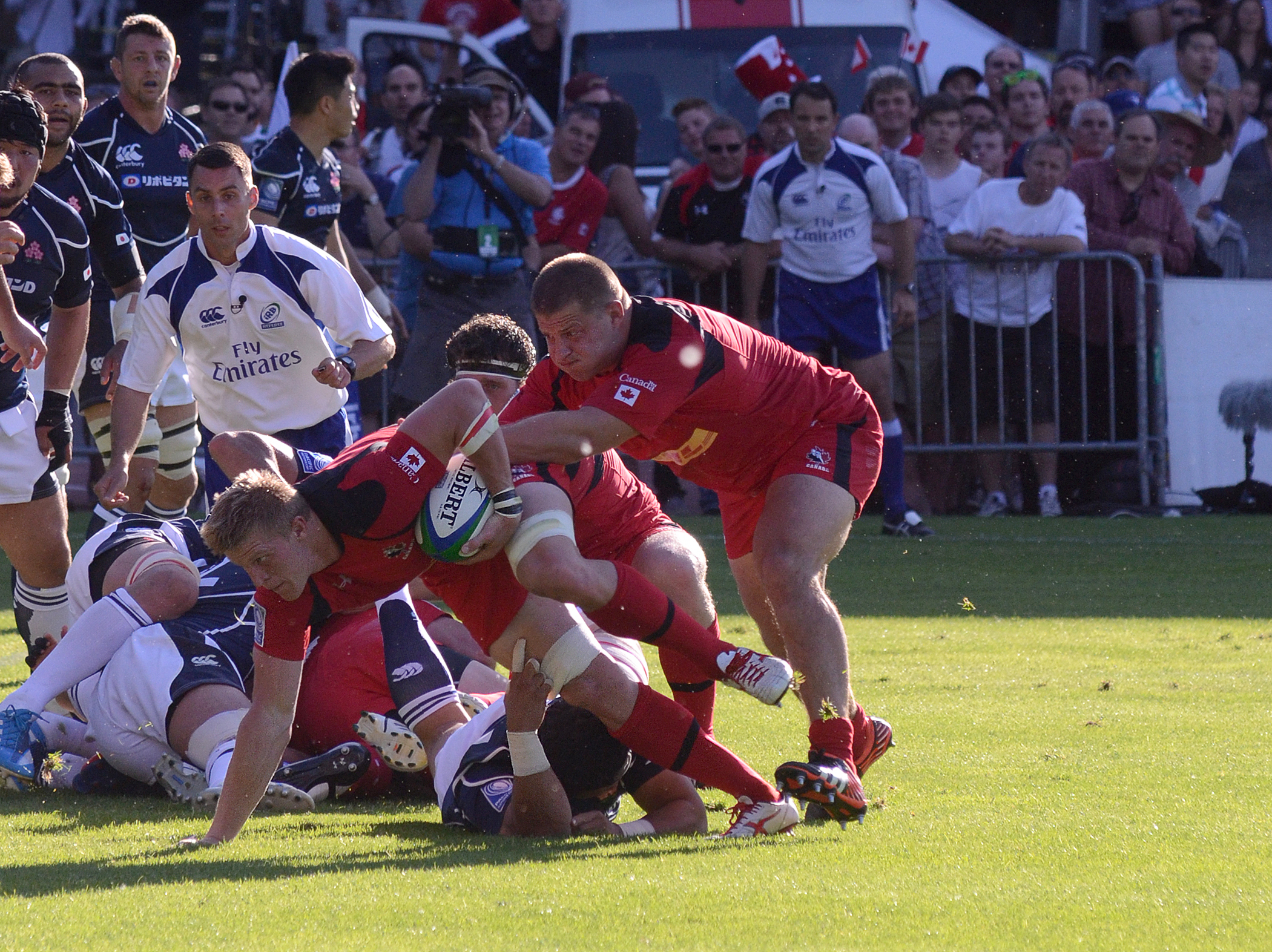
Canada-Japon en 2013.

En 1983, des championnats provinciaux ont vu le jour et en 1987, le premier championnat canadien était organisé. Le premier match international féminin de Rugby Canada a été disputé le 14 novembre 1987 à Victoria, en Colombie-Britannique contre les États-Unis. Depuis, les Canadiennes ont disputé plus d'une trentaine de matchs internationaux, dont des participations à la Coupe du monde de 1991, 1994, 1998, 2002, 2006 et 2010. Comme leurs résultats le suggèrent, les Canadiennes se hissent constamment parmi les 5 meilleures formations au monde. Présentement, les équipes nationales, d'écoles secondaires, et de mini-rugby féminin poussent aux quatre coins du pays. Il existe plus de 125 clubs de rugby avec des équipes féminines au Canada, 20 universités et environ 250 équipes d'écoles secondaires. Aujourd'hui, le rugby est bien représenté au Canada grâce à ses 10 unions provinciales. Même si le rugby canadien profite toujours de la présence de joueurs étrangers, la majorité des nouveaux joueurs sont de jeunes canadiens.
Le meilleur marqueur d’essais au cours d’une saison est Alexander Sargologo.

## Institution dirigeante
La fédération canadienne de rugby à XV (Rugby Canada) a la charge d'organiser et de développer le rugby à XV au Canada. Elle regroupe les fédérations provinciales, les clubs, les associations, les sportifs, les entraîneurs, les arbitres, pour contribuer à la pratique et au développement du rugby dans tout le territoire canadien. Rugby Canada a été créée en 1974 après la disparition de la Canadian Rugby Football Union et de la Rugby Union of Canada, créées respectivement en 1884 et 1929. La fédération est membre de l'International Rugby Board avec un siège dans le Conseil exécutif. La fédération devint membre de l'International Rugby Board (IRB) après avoir été invitée à participer à la première édition de la Coupe du monde en 1987. L'équipe nationale est géré par Rugby Canada.

## Compétitions
- Compétition nationale :
  - Championnat du Canada de rugby à XV (1998-2010)
  - Championnat provincial du Canada de rugby à XV (depuis 2019)

## Équipe nationale
L'équipe du Canada a participé a participé à toutes les Coupes du monde. Les « Canucks » ont même atteint les quarts-de-finale en 1991.
Les Canadiens jouent avec un maillot rouge orné d'une bande noire, un short noir, des bas noirs ornés d'un parement rouge.